# Süderhackstedt
Süderhackstedt (dänisch: Sønder Haksted, sønderjysk: Synnerhagstej) ist eine Gemeinde an der Treene im Kreis Schleswig-Flensburg in Schleswig-Holstein.

## Geographie

### Geographische Lage
Das Gemeindegebiet erstreckt sich an der Mündung der Jörlau in die Jerrisbek unweit deren Mündung in die Treene. Erstgenannter Bachlauf bildet die nördliche Gemeindegrenze ab. Im Südwesten vom Gemeindegebiet befindet sich das sogenannte Herrenmoor (Herremose). An seinem westlichen Rand entspringt die Arlau. Das Gemeindegebiet erstreckt sich auf Altmoränen aus dem Saale-Komplex, die eine Höhenlage von bis zu 36 m ü. NHN erreichen.

### Gemeindegliederung
Zum Dorf Süderhackstedt gehört das Süderhackstedtfeld und Koxbüll (dänisch Koksbøl) mit den Höfen Groß- und Kleinkoxbüll.
Weitere Ortsteile sind Mühlenberg (Møllebjerg) und Achtert Holt. Der Nordostteil von Süderhackstedtfeld (informell Schmiedekrug, dänisch Smedekro) gehört postalisch zum Nachbarort Kleinjörl, deshalb hat die Gemeinde zwei Postleitzahlen.

### Nachbargemeinden
Süderhackstedt ist umgeben von den Gemeinden Jörl, Sollerup, Bondelum, Behrendorf und Sollwitt (im Uhrzeigersinn, im Norden beginnend):

## Geschichte
Das Gemeindegebiet, in dem in vorgeschichtlicher Zeit Raseneisenerz verhüttet wurde, ist seit der Steinzeit besiedelt. 1352 wurde der Hof Koxbüll als zum Schleswigschen Domkapitel gehörig erwähnt.
Der Name leitet sich von Siedlung des Hakki oder Hakkar ab, ein Beiname, der zu dän. hak (≈ Einschnitt) gehört. Der Ortsname wurde erstmals 1439 schriftlich dokumentiert.
Im 18. Jahrhundert wurden die Felder neu eingeteilt (verkoppelt), und das Dorf entwickelte sich zu einer Streusiedlung, das heißt, dass Höfe in das Gebiet um den Ortskern verlegt wurden.
Bis zum Deutsch-Dänischen Krieg 1864 gehörte der Ort zum Kirchspiel Jörl (Jørl Sogn bzw. Hjørdel Sogn), Uggelharde (Ugle Herred≈Eulenharde), Flensburg Amt (Flensborg Amt) im Herzogtum Schleswig (Sønderjylland).

## Politik

### Gemeindevertretung
Bei der Kommunalwahl am 14. Mai 2023 wurden insgesamt neun Sitze vergeben. Diese fielen erneut alle an die Kommunale Wählergemeinschaft Süderhackstedt. Die Wahlbeteiligung betrug 55,9 %.

### Wappen
Blasonierung: „Von Silber und Grün geteilt. In verwechselten Farben oben zwei auswärts geneigte Eichenblätter, unten der Schnitt durch einen Rennfeuerofen, der im Innern eine rote Flamme aufweist.“

## Wirtschaft
Die Gemeinde ist vorwiegend landwirtschaftlich geprägt.